# Verneix
Verneix é uma comuna francesa na região administrativa de Auvérnia-Ródano-Alpes, no departamento Allier. Estende-se por uma área de 30,21 km². Em 2010 a comuna tinha 614 habitantes (densidade: 20,3 hab./km²).